# Decca Studios
De Decca Studios (Nederlands: Decca-studio's) was een opnamestudio van het platenlabel Decca in de wijk West Hampstead in Londen. Met de komst van deze studio's was British Decca in staat om te concurreren met de kwaliteit zoals die geleverd werd door Abbey Road Studios van het concurrerende HMV, daar waar ze voorheen waren aangewezen op geïmproviseerde opstellingen met inferieure akoestische kwaliteit.
De studio's werden in maart 1937 verworven door Decca bij de overname van de Crystalate Gramophone Record Manufacturing Company. Toen Decca in 1980 werd verkocht aan Philips-dochter PolyGram werden de studio's gesloten. Het gebouw werd hernoemd tot Lilian Baylis House en wordt sindsdien gebruikt als oefenruimte voor de English National Opera.
In de studio werd veel klassieke muziek opgenomen, maar bijvoorbeeld ook muziek van Fleetwood Mac, de Moody Blues, The Marmalade en The Zombies. De beroemde auditie van The Beatles waarbij zij werden afgewezen vond plaats in deze studio's. Ook de debuut-EP van de Rolling Stones werd hier opgenomen.
Decca had ook studio's in New York, Hollywood en Chicago.